# Peter de Klerk
Peter de Klerk (ur. 16 marca 1935 w Pilgrim’s Rest, zm. 11 lipca 2015 w Johannesburgu) – południowoafrykański kierowca Formuły 1.
Wystartował w czterech Grand Prix Formuły 1, debiutując 28 grudnia 1963 w Grand Prix RPA. Brał także udział w wyścigu 24h Le Mans w 1966, gdzie zajął szóste miejsce.

## Wyniki w Formule 1
| Legenda oznaczeń w tabelach wyników Wyświetl szablon na nowej stronie | Legenda oznaczeń w tabelach wyników Wyświetl szablon na nowej stronie                                                                     |
| Oznaczenie                                                            | Wyjaśnienie |
| --------------------------------------------------------------------- | --- |
| Złoty                                                                 | Zwycięzca lub mistrzostwo |
| Srebrny                                                               | 2. miejsce lub wicemistrzostwo |
| Brązowy                                                               | 3. miejsce lub II wicemistrzostwo |
| Zielony                                                               | Ukończył, punktował (w klasyfikacji generalnej, gdy zdobył co najmniej jeden punkt na przestrzeni sezonu, poza trzema powyższymi opcjami) |
| Niebieski                                                             | Ukończył, nie punktował (w klasyfikacji generalnej, gdy nie zdobył co najmniej jednego punktu na przestrzeni sezonu)                      |
| Czerwony                                                              | Nie zakwalifikował się (NZ) |
| Czerwony                                                              | Nie prekwalifikował się (NPK) |
| Różowy                                                                | Nie ukończył (NU) |
| Różowy                                                                | Niesklasyfikowany (NS) (w klasyfikacji generalnej, gdy nie został sklasyfikowany w żadnym wyścigu sezonu)                                 |
| Czarny                                                                | Zdyskwalifikowany (DK) |
| Czarny                                                                | Wykluczony (WYK/EX) |
| Biały                                                                 | Nie wystartował (NW) |
| Biały                                                                 | Kontuzjowany (K/INJ) |
| Biały                                                                 | Wyścig odwołany (OD/C) |
| Bez koloru                                                            | Został wycofany (WYC/WD) |
| Bez koloru                                                            | Nie przybył (NP/DNA) |
| Bez koloru                                                            | Nie brał udziału w treningach (NT/DNP) |
| Bez koloru                                                            | Nie został zgłoszony (–) |
| Pogrubienie                                                           | Start z pole position |
| Kursywa                                                               | Najszybsze okrążenie wyścigu |
| †                                                                     | Nie ukończył, ale jego rezultat został zaliczony ze względu na przejechanie więcej niż 90% dystansu wyścigu.                              |
| *                                                                     | Sezon w trakcie |
| 1/2/3                                                                 | Punktowana pozycja w sprincie kwalifikacyjnym                                                                                             |
| Lista systemów punktacji Formuły 1                                    | |

| Rok  | Zespół                      | Bolid        | Silnik        | 1      | 2     | 3     | 4     | 5     | 6     | 7     | 8     | 9     | 10     | 11    | 12    | 13    | Pozycja | Punkty |
| ---- | --------------------------- | ------------ | ------------- | ------ | ----- | ----- | ----- | ----- | ----- | ----- | ----- | ----- | ------ | ----- | ----- | ----- | ------- | ------ |
| 1963 | Otelle Nucci                | Alfa Special | Alfa Romeo R4 | MON -  | BEL - | HOL - | FRA - | GBR - | GER - | ITA - | USA - | MEX - | RPA NU |       |       |       | NS      | 0      |
| 1965 | Otelle Nucci                | Alfa Special | Climax R4     | RPA 10 | MON - | BEL - | FRA - | GBR - | HOL - | GER - | ITA - | USA - | MEX -  |       |       |       | 24      | 0      |
| 1969 | Brabham Racing Organization | Brabham BT20 | Repco         | RPA NS | ESP - | MON - | HOL - | FRA - | GBR - | GER - | ITA - | CAN - | USA -  | MEX - |       |       | NS      | 0      |
| 1970 | Team Gunston                | Brabham BT26 | Ford          | RPA 11 | ESP - | MON - | BEL - | HOL - | FRA - | GBR - | GER - | AUT - | ITA -  | CAN - | USA - | MEX - | 31      | 0      |